# Linz Center of Mechatronics
Die Linz Center of Mechatronics GmbH (LCM) ist ein österreichisches Unternehmen für angewandte Mechatronikforschung mit Sitz in Linz. Sie beherbergt seit 2018 das COMET K2-Center for Symbiotic Mechatronics.

## Geschichte
Gegründet wurde die Linz Center of Mechatronics GmbH 2001. 2007 wurde die Austrian Center of Competence of Mechatronics (ACCM) gegründet, an der die Johannes Kepler Universität Linz und die vatron GmbH mitbeteiligt waren. Letztere war 1998 von der voestalpine zusammen mit Siemens VAI für Messsystementwicklungen als Joint-Venture gegründet worden.
LCM und sein Tochterunternehmen ACCM bezogen 2009 das neue Mechatronikgebäude im Science Park am Campus der Johannes Kepler Universität Linz. 2013 wurde die ACCM GmbH von LCM übernommen. Der Begriff ACCM bleibt zunächst als Projekt-Marke für die COMET K2 Projekte der Linz Center of Mechatronics GmbH bestehen.
Am 31. Mai 2017 wurde die Bewilligung des K2-Center for Symbiotic Mechatronics durch die zuständigen Bundesministerien beschlossen. Das K2-Zentrum hat ab Jänner 2018 als Teil der Linz Center of Mechatronics GmbH seine Forschungstätigkeit aufgenommen.

## Organisation und Aufgaben
Folgende Gesellschafter halten Anteile der Linz Center of Mechatronics GmbH:
- Johannes Kepler Universität Linz: 25 %
- voestalpine Stahl GmbH: 10 %
- Upper Austrian Research GmbH: 30 % (Forschungsholding des Landes Oberösterreich)
- Verein der wissenschaftlichen und industriellen Partner des Linz Center of Competence in Mechatronics e.V.: 35 %

Der Unternehmenssitz ist im Science Park, im Nordosten der Stadt Linz, im sogenannten Mechatronikergebäude (Altenberger Str. 69).

## Tätigkeitsfelder
Die LCM beschäftigt sich mit Forschung und Entwicklung im mechatronischen Bereich. Die Tätigkeiten reichen von der wissenschaftlichen Forschung bis zu fertigen Lösungen und Produkten, darunter auch die Herstellung von Kleinserien oder Prototypen. Für größere Stückzahlen kooperiert LCM mit Lieferanten. Weiters unterstützt LCM seine Kunden bei der Durchführung von Förderansuchen. LCM ist branchenübergreifend tätig und spezialisiert auf:
- Mechatronisches Design und Prozess-Simulation (Beispiel: Energy Harvester)
- Elektrische Antriebssysteme (Beispiel: Lagerloser Motor)
- Hydraulische Antriebssysteme (Beispiel: Digitalventil)
- Informationsanalyse und Fehlerdiagnose (Beispiel: Predictive Maintenance)
- Dynamik und Regelung Mechanischer Systeme (Beispiel: aktive Dämpfung)
- Sensorik und Kommunikationstechnik (Beispiel: LED-Modul)
- Emerging Technologies (Beispiel: Open Foresight)

Kunden sind Hersteller von Komponenten wie Motoren und Ventilen, Hersteller von Maschinen, Geräten und Anlagen sowie Betreiber von Maschinen, Geräten und Anlagen.

## Wissenschaftliche Ausrichtung des K2 Centers for Symbiotic Mechatronics
Im Zuge des im Mai 2017 bewilligten K2-Zentrums wurde der Begriff Symbiotic Mechatronics geprägt. Die LCM beschreibt ihren Ansatz dabei wie folgt:

„Am LCM Center for Symbiotic Mechatronics werden die Optimierung und der autonome Betrieb von komplexen multiphysikalischen Systemen und deren Interaktion mit veränderlichen Umgebungen ermöglicht. Dazu bedarf es effizienter Modelle und hochentwickelter numerischer Methoden. Die Systeme erfassen ihre Umgebung und kommunizieren mit relevanten Nachbar-Systemen. Sie schätzen die Auswirkung ihrer Entscheidungen ab. Innovative Antriebe setzen diese virtuellen Entscheidungen dann in realen Prozessen um. Das Ziel ist es, neue Anwendungsmöglichkeiten und die Mehrwertgenerierung in verschiedensten Branchen zu verbessern. Dabei wird ein symbiotischer Ansatz verfolgt, der den
gegenseitigen Nutzen eines Systems, seines menschlichen Nutzers und der physischen und digitalen Umgebung maximiert.“

## Auszeichnungen
- EARTO AWARD 2023 in der Kategorie „Impact Delivered“ (2023)
- ICEBERG innovation leadership award (2022)[6]
- Nominierung Staatspreis Mobilität (2021)[7]
- TOP 5 Nominierung beim Hermes Award (2017) für das Projekt Digitaler Zwilling eines vollautomatisierten Biegeautomaten[8]
- TOP 5 Nominierung Human Resource Pegasus Preis (2014)
- TOP 5 Nominierung beim Hermes Award (2012) für das Projekt Hydraulik-Digitalventil
- Innovationspreis 2011
- Best Business Award 2009 für erfolgreiche Unternehmensführung
- Schrittmacher 2009 für das Tochterunternehmen ACCM GmbH
- Cross Border Award 2007 für grenzüberschreitende Projekte
- Innovationspreis 2005 für eine Eigenentwicklung im Sensorbereich (UWB Sensoren)
- Innovationspreis 2003 mit Fa. LEViTEC
- Tourismuspreis des Landes OÖ für die erfolgreiche Durchführung von Symposien
- Traunerpreis 2003 mit Fa. RÜBIG und der FH-Wels
- MM Award 2002 mit Fa. SALVAGNINI
- Pegasus in Silber 2002 mit Fa. ABATEC